# Juanjo Piedrabuena
Juan José Piedrabuena más conocido como Juanjo Piedrabuena (Villa Centenario, Santa Fe, Argentina; 6 de agosto) es un cantante y político argentino. Fue por muchos años vocalista del Grupo Alegría de Santa Fe.

## Biografía
Nació en una humilde casa en Villa Centernario, en la provincia de Santa Fe. Fue criado por sus abuelos (Juan Jesús Piedrabuena), hermanos y tíos. A los 4 años perdió a su madre y su padre le explotó una bomba y perdió la vista y una mano. Su condición de extrema pobreza lo llevaron a mendigar por las calles un plato de comida. Terminó la escuela primera en la Escuela Itatí. Su hermano Carlos Alberto Piedrabuena, a diferencia de él continuó pidiendo limozna en las calles de Santa Fe. Juanjo trabajó de muchas cosas antes de incursionar en la música, ya que fue panadero, heladero, empleado en una construcción y sodero.
Desde noviembre del 2019 está casado con Carolina Padilla, su compañera por varios años, con quien tiene dos hijos llamados Kevin y Brian.

## Carrera
Grupo Alegría es una banda popular de cumbia santafesina creada en 1976 por Osvaldo "El Abuelo" Raggio. Por dicha banda, y al correr de los años, fueron integrados por varios cantantes como Coty Hernández, Sergio Torres y Pastor de los Santos. Piedrabuena fue uno de sus vocalistas que lideró el grupo desde 2006 hasta 2008. En esos años la banda estaba conformada por Abuelo Raggio (bajo), Norberto Osvaldo Raggio (teclado), Tito Frías (timbales). Bajo el sello MOJO (en representación de Garra Records); SOLAR Music Rights popularizó junto a Alegría temas como Soy como soy, Sufres, Aceituna, Ámame una vez más, Besos, besitos.
Perteneció a la movida tropical compartiendo escenarios con otros cantantes como Mario Pereyra, Coty Hernández, Marcos Castelló, Sergio Torres, Los Bam-Band, Uriel Lozano, entre muchos otros. Fueron impulsores Osvaldo Raggio, Juan Carlos Mascheroni, Yuli, Sergio Alguacil y Coquito Chayle.
Ya en el 2013 se abre camino como solista lanzando discos Si tu me amas, Corazón salvaje, Libre, Aunque intenten separarnos, Te voy a perder, El más feliz del mundo, Quemo la cama, Amor verdadero, De amor nadie muere y La noche sin ti. Con Juanjo Piedrabuena y su banda cantó temas como Como mirarte, Como lo hizo, Diles, Loco paranoico, Tributo a la cumbia peruana, Mi todo, Si tu me amas, Corazón salvaje, Quédate aquí, Y lloro, Sin memoria y Te prometí.
Se dio el lujo de cantar en videoclips con grandes intérpretes musicales como El Polaco (Mi todo), Marcos Castelló (La noche sin ti), La Onda Kuartetera (He perdido en ti el alma), Karakol (7 noches) y La Contra (Parecen viernes).

## Faceta política
En el año 2021, Piedrabuena se presentó como Candidato a concejal por la ciudad de Santa Fe junto a Gimena Carmele y Ricardo Arredondo. Fue promovido por un concejal que pronto dejó su banca, Sebastián Pignata del Frente Renovador (Juntos). En octubre de ese año se presentó en el Honorable Concejo Municipal de Santa Fe para presentar 52 proyectos. Finalmente obtuvo más de 12.000 votos en las elecciones Paso 2021 con Unión Federal.

## Nominación
En el 2020 fue nominado al Premio Carlos Gardel al mejor álbum tropical por su tema Libre, aunque la ganadora finalmente fue Ángela Leiva por el álbum La Reina.

## Discografía
- 2006: Grupo Alegría: Sigue la magia. Incluye: Ya me cansé, Tuyo siempre, Te amo, Mueve la colita, Soy como soy, Chiquilla bonita, Frente a frente, Sin tí, Se mueve, Bomba, Bonita mujer y Ahora es tarde para llorar.
- 2008: Grupo Alegría: Toda una vida . Incluye: Aceituna, Ámame Una Vez Mas, Eres Mi Bien, Destilando Amor, Yo Quiero Una Negrita, La Mentira Del Padre, Lo Siento, Sufres, Pobre Diablo, Ya Me Canse, Pienso En Ti, Llora, Llora y Besos, Besitos.
- 2013: Si tu me amas
- 2017: Corazón salvaje
- 2019: Libre
- 2019: Culpa de los dos
- 2019: Como lo hizo
- 2019: Aunque intenten separarnos
- 2019: Si tu me amas
- 2019: Tú de que vas
- 2019: Te voy a perder
- 2019: Hoy solo queda decir adiós
- 2019: Ese estúpido, con Verónica Ávila
- 2020: El más feliz del mundo
- 2020: Adiós amor
- 2020: Quemo la cama
- 2020: Yo te recuerdo
- 2020: Amor verdadero
- 2020: De amor nadie muere
- 2020: La noche sin ti, junto a Marcos Castelló
- 2021: Mi todo, junto a El Polaco